# Buinzahra (Verwaltungsbezirk)
Buinzahra (persisch بوئین‌زهرا [buinzæhɾɑ]) ist ein Verwaltungsbezirk in der iranischen Provinz Qazvin. Die Hauptstadt von Buinzahra ist die gleichnamige Stadt Buinzahra.

## Geografie
Der Verwaltungsbezirk Buinzahra hat eine Fläche von 5988 km². Der Verwaltungsbezirk gliedert sich in 6 Kreise und 14 Landkreise. Er hat 7 Städte und 320 Dörfer.

### Kreise
- Zentraler Kreis
- Ramand
- Schal
- Daschtabi

### Städte
- Buinzahra
- Ardagh
- Danesfahan
- Sagezabad
- Schal

## Bevölkerung
Im Buinzahra-Verwaltungsbezirk leben 153837 Einwohner, verteilt auf 38377 Familien (Stand 2006). Seine Bevölkerungsmehrheit sind Tat und sein Mehrheitsdialekt ist Tati.

## Landwirtschaft
Die wichtigsten landwirtschaftlichen Produkte von Buinzahra sind Pistazie, Walnuss, Weintraube, Zwiebel und Baumwolle.

## Historische Plätze
- Charaghan-Grabtürme
- Mohammadabad-Karawanserei
- Awadsch-Karawanserei
- Hadschib-Karawanserei
- Tappe Sagezabad
- Tappe Kolendschin 1
- Tappe Kolendschin 2
- Tappe Zaghe
- Tappe Ghabrestan

## Archäologische Ausgrabungen
Berühmt ist die bei archäologischen Ausgrabungen entdeckte Werkstatt eines Kupferschmieds aus Tappe Ghabrestan, datiert in die erste Hälfte des 4. Jahrtausend vor Christi.